# BNSF Railway
«БНСФ Рэйлвей» (англ. BNSF Railway, учётная марка BNSF) — вторая по величине после «Юнион Пасифик» трансконтинентальная железная дорога Северной Америки. Железная дорога I класса. Образована в декабре 1996 году как «Бёрлингтон Нозерн и Санта-Фе» в результате слияния железных дорог «Бёрлингтон Нозерн» и «Атчисон, Топика и Санта-Фе». В 2005 году переименована в «БНСФ Рэйлвей», по первым буквам прежнего названия.
По данным корпоративных пресс-релизов, железная дорога BNSF является одним из лучших транспортеров интермодальных грузов в Северной Америке. По ней перевозят объемные грузы, в том числе уголь.
БНСФ имеет железнодорожную сеть, простирающуюся по 28 штатам Центра и западного побережья США и частично заходящую в Канаду общей протяжённостью 52,3 тыс. км. В настоящее время компания является работодателем для 41 тысяч сотрудников и обладает парком в 7000 локомотивов.
Главный офис компании расположен в Форт-Уэрте, штат Техас. Владелец — Уоррен Баффетт.
Текущий генеральный директор — Катрин Фармер.

## История
История BNSF начинается в 1849 году, когда формировалась железная дорога Аврора в Иллинойсе и Тихоокеанская железная дорога Миссури.
Северная железная дорога Берлингтон (BN) была создана в 1970 году за счет консолидации железной дороги Чикаго, Берлингтона и Куинси, Великой Северной железной дороги, Северной Тихоокеанской железной дороги и Спокана, Портленд и Сиэтлской железной дороги. Она поглотила железную дорогу Сент-Луис-Сан-Франциско в 1980 году. Её основные линии включали Чикаго-Сиэтл с филиалами в Техасе, Бирмингем, Алабама.
3 ноября 2009 г. Berkshire Hathaway предложила 26 млрд долл. за оставшиеся 77,4 % акций BNSF, оценив всю компанию в 34 млрд. С учётом прежних вложений компании и выкупа долга BNSF на 10 млрд долл. общая стоимость затрат составила 44 млрд. Завершённая 12 февраля 2010 г., сделка стала крупнейшей в истории Berkshire Hathaway.